# دون تومسون (لاعب كرة قدم أمريكية)
دون تومسون (بالإنجليزية: Don Thompson)‏ هو لاعب كرة قدم أمريكية أمريكي، ولد في 4 أكتوبر 1901 في دايتون في الولايات المتحدة، وتوفي في 12 نوفمبر 1969.

## وصلات خارجية
- دون تومسون على موقع مرجع كرة القدم المحترفة.كوم (الإنجليزية)